# Roncone
Roncone (deutsch veraltet: Rungaun oder Ronkan) ist eine Fraktion der italienischen Gemeinde (comune) Sella Giudicarie in der Provinz Trient, Region Trentino-Südtirol.

## Geografie
Roncone liegt etwa 36 Kilometer westsüdwestlich von Trient auf einer Höhe von 842 m.s.l.m. in den Inneren Judikarien.
Durch den Ort fließt der Rio Adanà, ein Nebenfluss des Chiese, in den auch der künstliche Abfluss des nordöstlich von Roncone gelegenen gleichnamigen Lago di Roncone abfließt.

## Geschichte

Ehemaliges Gemeindewappen

Die Gegend um Roncone war wahrscheinlich bereits während der Bronzezeit besiedelt, wie Funde beweisen. Im 13. Jahrhundert kam es wegen Weidenrechten auf den umliegenden Bergen immer wieder zu Streitigkeiten mit den Nachbarorten. Diese müssen sogar fast kriegerische Züge angenommen haben, wie aus einem Dokument vom Beginn des 13. Jahrhunderts hervorgeht, in dem ein Krieg zwischen Roncone und seinem südlichen Nachbarort Por erwähnt wird.
In der ersten Hälfte des 19. Jahrhunderts wurde an Roncone, die unter Österreich erbaute die Strada del Caffaro vorbeigeführt und damit der Ort an ein modernes Straßennetz angeschlossen.
Im Ersten Weltkrieg lag Roncone unmittelbar hinter der österreichischen Frontlinie und die Bevölkerung wurde nach der italienischen Kriegserklärung zwischen Mai und Dezember 1915 in die nördlich angrenzenden Gemeinden evakuiert. 1918 wurde der Ort von der italienischen Artillerie in Brand geschossen. 
Roncone war bis 2015 eine eigenständige Gemeinde. Am 1. Januar 2016 schloss sie sich mit den Gemeinden Bondo, Breguzzo und Lardaro zur neuen Gemeinde Sella Giudicarie zusammen. Die Gemeinde hatte am 31. Dezember 2015 1445 Einwohner auf einer Fläche von 29,8 km². Nachbargemeinden waren Bondo, Breguzzo, Daone, Lardaro, Praso und Tione di Trento. Zur Gemeinde gehörten die Fraktionen Fontanedo und Pra di Bondo.

## Verkehr
Durch den Ort führt die Strada Statale 237 del Caffaro von Brescia nach Calavino.

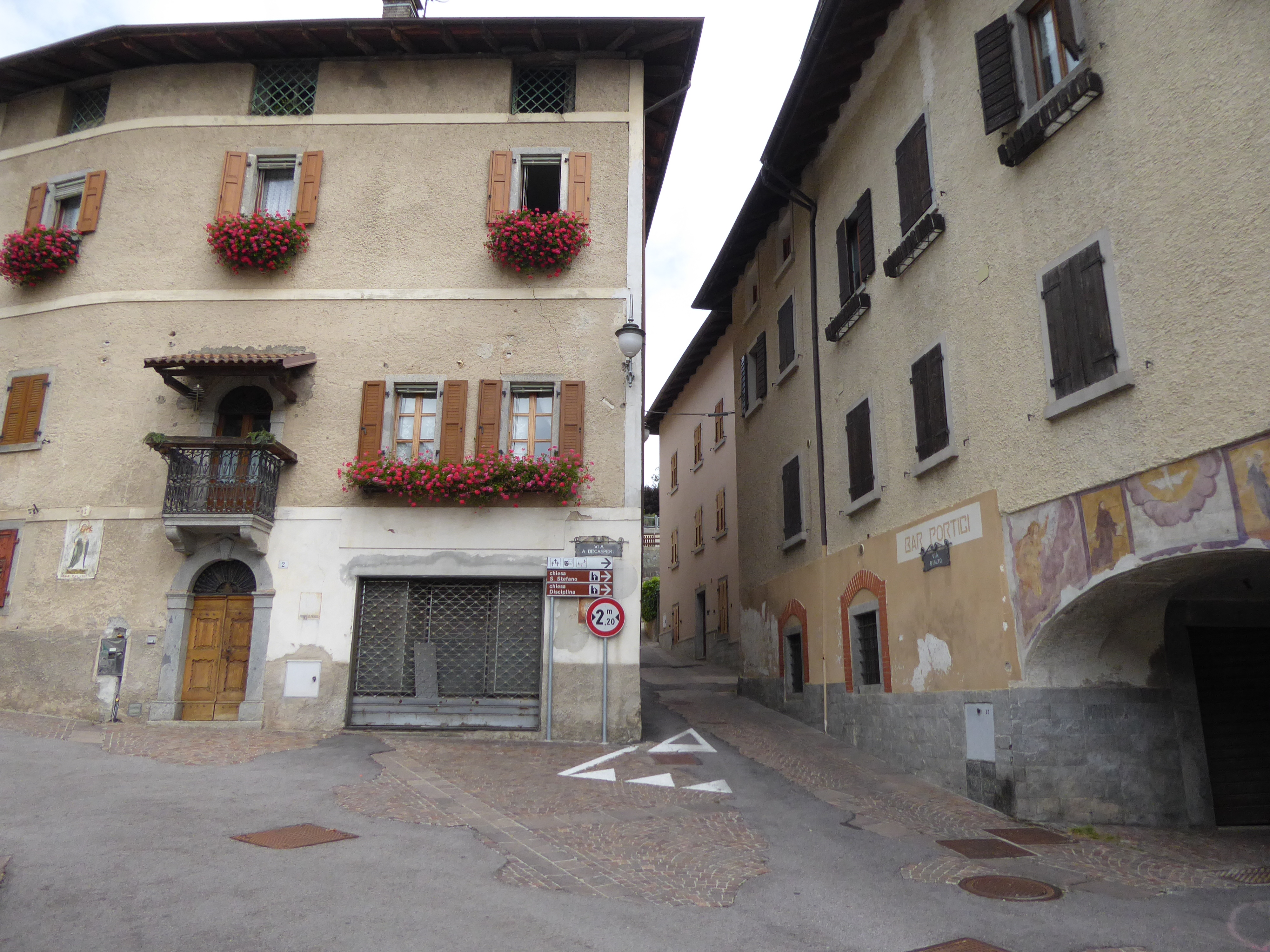
Ortskern
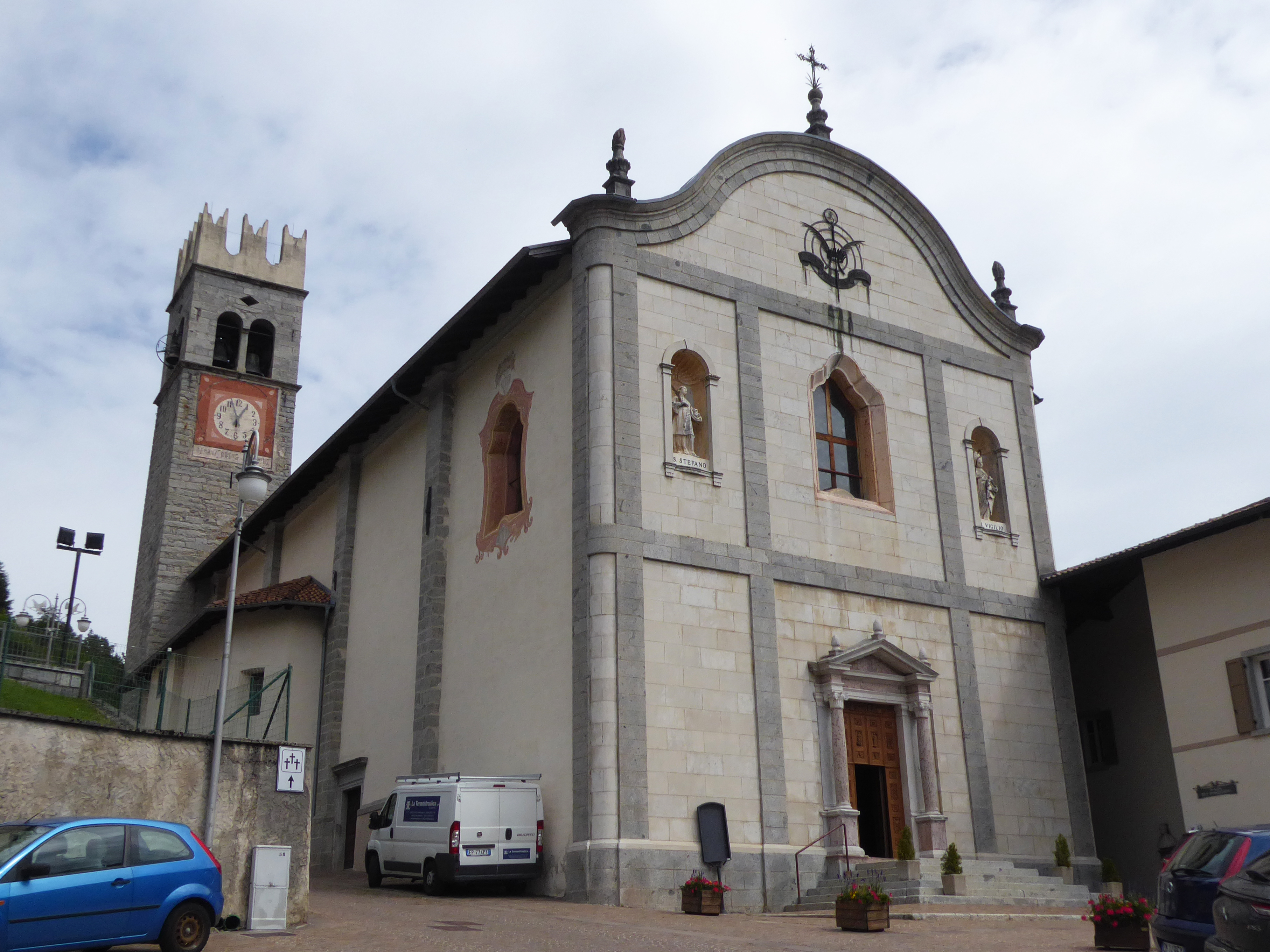
Pfarrkirche Santo Stefano
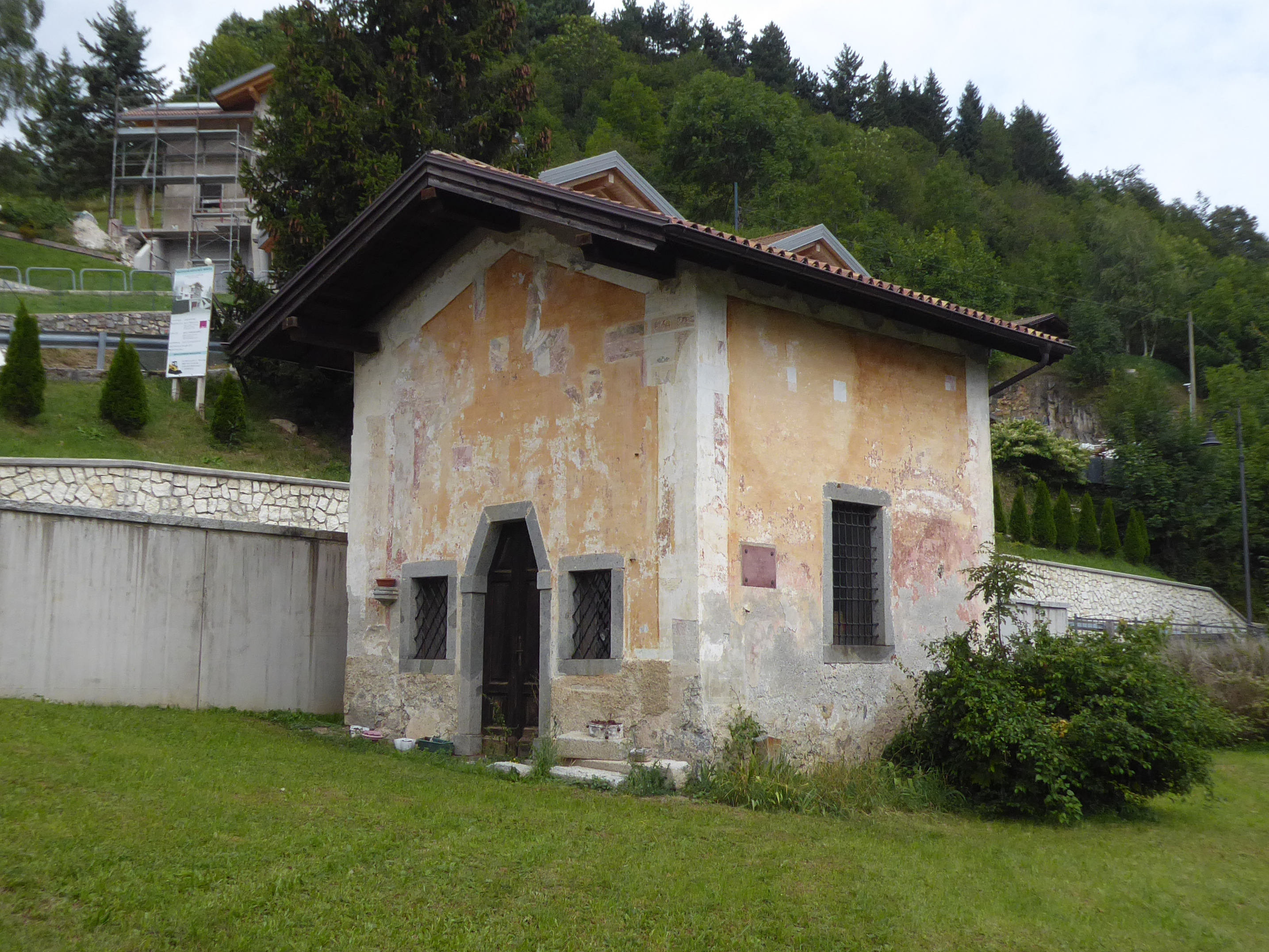
Rochuskapelle
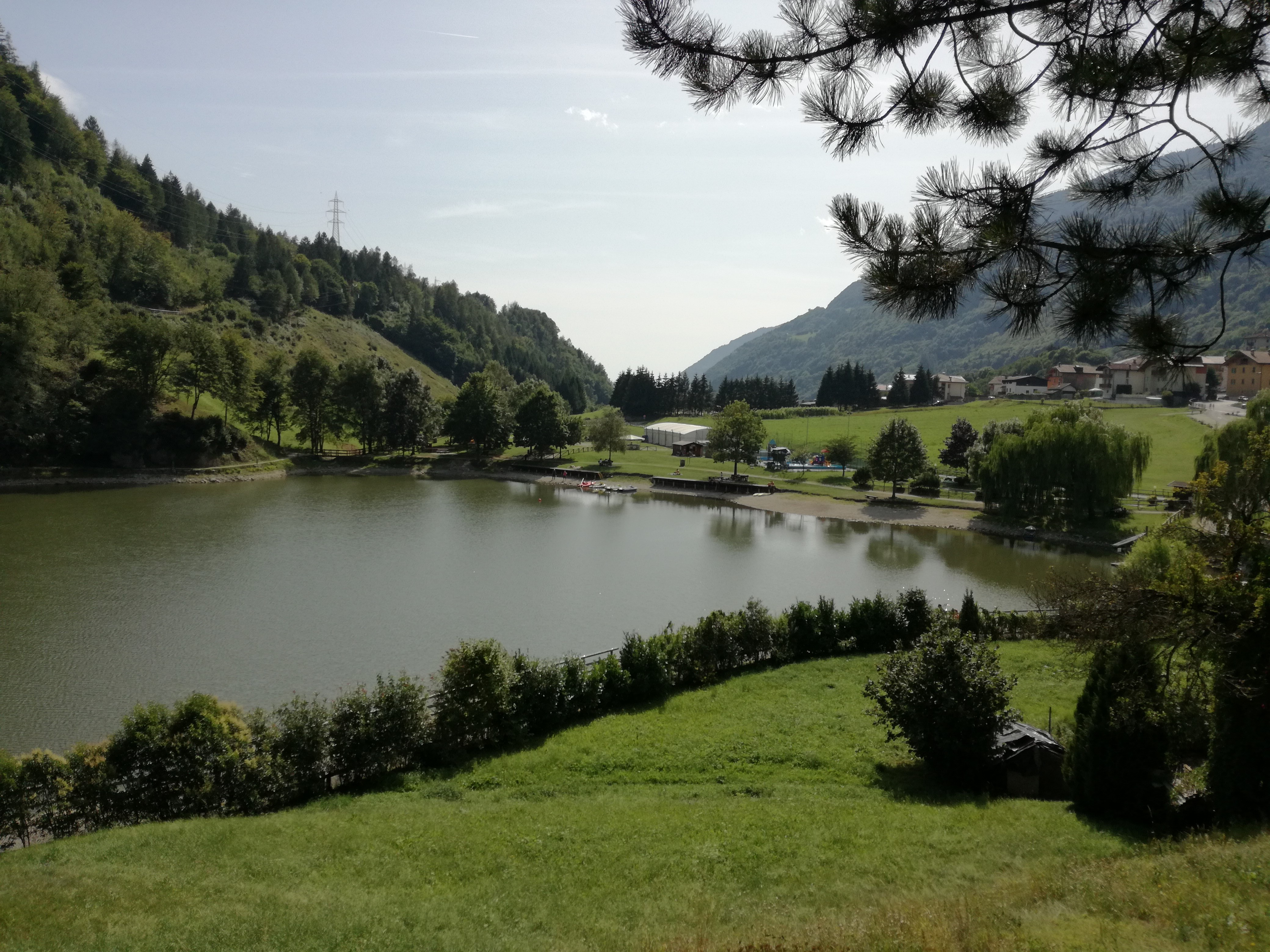
Lago di Roncone